# Oncideres angaturama
Oncideres angaturama là một loài bọ cánh cứng trong họ Cerambycidae.